# MapWindow GIS

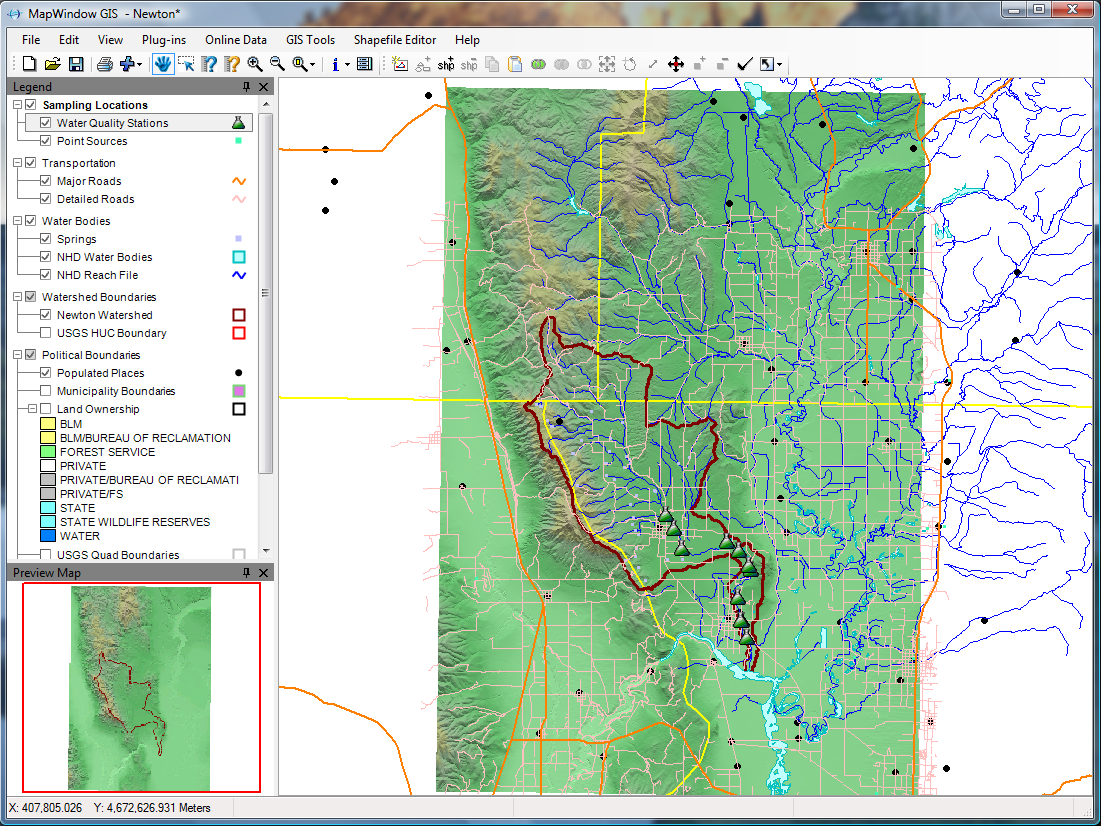

MapWindow GIS è una applicazione GIS open source GIS (mapping) ed un gruppo di componenti  programmabili per mappare. Esso è stato adottato dall'United States Environmental Protection Agency come piattaforma primaria per il GIS per il suo BASINS (Better Assessment Science Integrating Point and Nonpoint Sources) per l'analisi dei bacini idrici e la modellazione.

## Dettagli tecnici
MapWindow GIS è distribuito come applicazione open source sotto la licenza di distribuzione Mozilla Public License, MapWindow GIS può essere programmato per ottenere funzioni differenti e più specializzate. Sono anche disponibili plug-ins per espandere la compatibilità e funzionalità.
L'applicazione desktop è costruita con la tecnologia Microsoft .NET.
Aggiornamenti di MapWindow GIS sono pubblicati regolarmente da un gruppo di studenti e sviluppatori volontari.